# Záhoří (ort i Tjeckien, Södra Böhmen)
Záhoří är en ort i Tjeckien.   Den ligger i regionen Södra Böhmen, i den centrala delen av landet, 100 km söder om huvudstaden Prag. Záhoří ligger 465 meter över havet och antalet invånare är 120.
Terrängen runt Záhoří är platt.Runt Záhoří är det ganska glesbefolkat, med 28 invånare per kvadratkilometer. Närmaste större samhälle är Jindřichův Hradec, 16,7 km sydost om Záhoří. Omgivningarna runt Záhoří är en mosaik av jordbruksmark och naturlig växtlighet.